# Куп Пољске у кошарци
Куп Пољске у кошарци је годишње кошаркашко такмичење у Пољској. Организацијом се бави Кошаркашки савез Пољске.

## Победници
| - 1934 - Полонија Варшава - 1935 - Краковија - 1936 - Краковија - 1937 - није одигран - 1938 - није одигран - 1939 - није одигран - 1940 - није одигран - 1941 - није одигран - 1942 - није одигран - 1943 - није одигран - 1944 - није одигран - 1945 - није одигран - 1946 - није одигран - 1947 - није одигран - 1948 - није одигран - 1949 - није одигран - 1950 - није одигран - 1951 - Гдањск - 1952 - Висла Краковија - 1953 - Спојниа Гдањск - 1954 - Лех Познањ - 1955 - Лех Познањ - 1956 - АЗС Варшава - 1957 - Шлонск Вроцлав - 1958 - АЗС Варшава - 1959 - Шлонск Вроцлав - 1960 - није одигран - 1961 - није одигран - 1962 - Спојниа Гдањск | - 1963 - није одигран - 1964 - није одигран - 1965 - није одигран - 1966 - није одигран - 1967 - није одигран - 1968 - Легија Варшава - 1969 - Полонија Варшава - 1970 - Легија Варшава - 1971 - АЗС Варшава - 1972 - Шлонск Вроцлав - 1973 - Шлонск Вроцлав - 1974 - Ресовија - 1975 - Полонија Варшава - 1976 - Вибрзезе Гдањск - 1977 - Шлонск Вроцлав - 1978 - Вибрзезе Гдањск - 1979 - Вибрзезе Гдањск - 1980 - Шлонск Вроцлав - 1981 - Погон Шчећин - 1982 - није одигран - 1983 - Заглебје Сосновјец - 1984 - Лех Познањ - 1985 - Погон Шчећин - 1986 - није одигран - 1987 - није одигран - 1988 - није одигран - 1989 - Шлонск Вроцлав - 1990 - Шлонск Вроцлав - 1991 - није одигран | - 1992 - Шлонск Вроцлав - 1993 - није одигран - 1994 - није одигран - 1995 - Анвил Влоцлавек - 1996 - Анвил Влоцлавек - 1997 - Шлонск Вроцлав - 1998 - Знич Прушков - 1999 - Знич Прушков - 2000 - Проком Сопот - 2001 - Проком Сопот - 2002 - није одигран - 2003 - није одигран - 2004 - Шлонск Вроцлав - 2005 - Шлонск Вроцлав - 2006 - Проком Сопот - 2007 - Анвил Влоцлавек - 2008 - Проком Сопот - 2009 - Котвица Колобжег - 2010 - Кошалин - 2011 - Староград Гдањски - 2012 - Трефл Сопот - 2013 - Трефл Сопот - 2014 - Шлонск Вроцлав - 2015 - Зјелона Гора - 2016 - Роса Радом - 2017 - Зјелона Гора - 2018 - Тварде Пјерники Торуњ - 2019 - Стал Остров Вјелкополски |